# Карпатская операция
Карпа́тская опера́ция, называемая также Зи́мнее сраже́ние в Карпа́тах — крупное сражение на Восточном фронте Первой мировой войны.

## Планы сторон

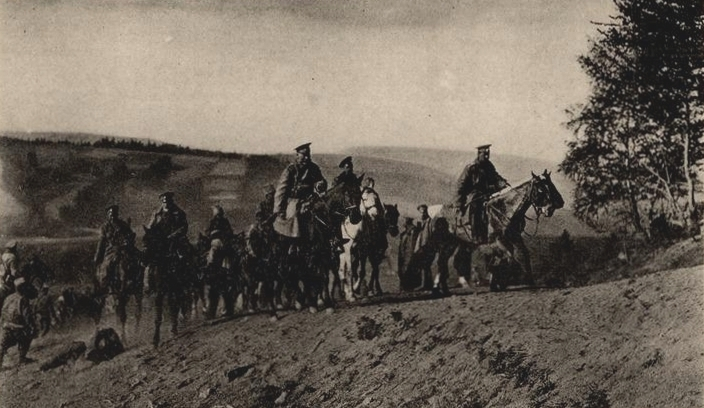
Карпаты. Начальник дивизии на перевале

С конца декабря 1914 года, главное командование Юго-западным фронтом приступило к подготовке операции прорыва через Карпаты для вторжения в Венгрию. Главная задача при этом возлагалась на 8-ю армию Брусилова, 4 корпуса которой, сосредоточившись на участке от Дукельского перевала до Балигрода, должны были наступать на Гумённое в Венгерскую равнину. Австро-Венгерское командование также готовилось к наступлению, пытаясь деблокировать осаждённую русскими крепость Перемышль.
7 (20) января 1915 года главнокомандующий Юго-западного фронта Н.И. Иванов отдал приказ о наступлении. Почти одновременно 9 (22) — 11 (24) января 1915 года австро-германские войска начали наступление в Карпатах, нанося два удара: один от Ужгорода на Самбор, другой от Мункача на Стрый.

## Ход операции
Начавшееся одновременно наступление 8-й армии Брусилова привело к ряду тяжёлых встречных боёв на горных перевалах в зимнюю стужу. Боевые действия в этом районе получили название «резиновой войны». Давившим друг на друга противникам в ходе сражений приходилось то углубляться в Карпаты, то отходить назад. Бои в заснеженных горах отличались большим упорством. Только в первых числах февраля правое крыло 8-й армии овладело участком Карпат на линии Конечна — Свидник — Мезолаборч — Балигрод; юго-восточнее русским, имевшим против себя 13—15 австро-германских дивизий, приходилось держаться оборонительно.
13 (26) февраля верховный главнокомандующий великий князь Николай Николаевич отдал приказ отправить на Юго-Западный фронт 22-й армейский корпус в качестве подкрепления. В конце февраля на крайний левый фланг Юго-Западного фронта было переброшено несколько корпусов, образовавших 9-ю армию Лечицкого, всего в составе 8,5 пехотных и 5 кавалерийских дивизий. Целью этой армии было отразить австрийское наступление на Днестре.
Седьмой австрийской армии под командованием генерала Пфланцера-Бальтина удалось на время овладеть Черновцами и почти всей австро-венгерской Буковиной.
Весь март прошёл в непрерывных боях на левом фланге русской 3-й армии и на всём фронте 8-й армии. Здесь, на кратчайшем направлении из Венгрии к Перемышлю, с целью его освобождения, настойчиво наступали австро-германцы, по пояс в снегу и неся ежедневно крупные потери. 
Во время начавшейся весенней распутицы весь Юго-западный фронт перешёл в общее наступление, русские войска, неся тяжелейшие потери, продвинулись на 20—30 км и овладели некоторыми карпатскими перевалами.
9 (22) марта после 6-месячной блокады сдалась австрийская крепость Перемышль. Освободившаяся 11-я армия усилила русские войска в Карпатах. Германское командование также перебросило в Карпаты подкрепления (один корпус в район Мезо-Лаборча).
В конце марта 1915 года русские войска снова перешли в наступление, но попытка форсировать Карпаты не удалась. 2(15) апреля главнокомандующий фронтом генерал от артиллерии Иванов остановил это неудавшееся наступление.

## Итоги операции
Точных данных о потерях русских войск в Карпатской битве нет, но они были немалые — общий урон превысил 200 тыс. бойцов. Всего же, включая битву за Перемышль, русские войска потеряли в этом направлении около 1 млн человек, австрийцы и немцы — 800 тыс. человек (в том числе до 150 000 пленных). Потери пополнялись также за счёт большого количества обмороженных и больных солдат.
Сражение в Карпатах принесло огромные потери для обеих сторон, но не дало стратегических результатов ни одной из них. Однако, русские войска в Карпатах смогли надежно прикрыть осаду Перемышля.